# Beausale
Beausale est un village du Warwickshire, en Angleterre. Il forme la paroisse civile de Beausale, Haseley, Honiley and Wroxall avec les villages voisins de Haseley, Honiley et Wroxall. Administrativement, il dépend du district de Warwick.

## Toponymie
Beausale est un toponyme d'origine vieil-anglaise. Il désigne un terrain (halh) appartenant à un homme nommé Bēaw. Il est attesté sous la forme Beoshelle dans le Domesday Book, compilé en 1086.

## Histoire
Le Domesday Book indique qu'en 1086, le manoir de Beausale appartient à l'évêque Odon de Bayeux, qui le loue à un dénommé Gerald. Sa valeur annuelle est évaluée à 1 livre, et le village compte alors 11 habitants. Vingt ans plus tôt, juste avant la conquête normande de l'Angleterre, Beausale était la propriété du shérif Edwin et il ne rapportait que 5 shillings par an.

## Démographie
Au recensement de 2011, la paroisse civile de Beausale, Haseley, Honiley and Wroxall comptait 623 habitants.